# Danh sách album quán quân năm 2009 (Mỹ)
Dưới đây là danh sách các album đạt vị trí quán quân trên bảng xếp hạng Billboard 200 trong năm 2009 tại Hoa Kỳ phát hành hàng tuần bởi tạp chí âm nhạc Billboard.
| Ngày phát hành | Album                             | Nghệ sĩ            | Chú thích     |
| -------------- | --------------------------------- | ------------------ | ------------- |
| 3 tháng 1      | Fearless                          | Taylor Swift       | [ 1 ]         |
| 10 tháng 1     | Fearless                          | Taylor Swift       | [ 2 ]         |
| 17 tháng 1     | Fearless                          | Taylor Swift       | [ 3 ] [ 4 ]   |
| 24 tháng 1     | Fearless                          | Taylor Swift       | [ 5 ] [ 6 ]   |
| 31 tháng 1     | Fearless                          | Taylor Swift       | [ 7 ] [ 8 ]   |
| 7 tháng 2      | Fearless                          | Taylor Swift       | [ 9 ] [ 10 ]  |
| 14 tháng 2     | Working on a Dream                | Bruce Springsteen  | [ 11 ] [ 12 ] |
| 21 tháng 2     | The Fray                          | The Fray           | [ 13 ] [ 14 ] |
| 28 tháng 2     | Fearless                          | Taylor Swift       | [ 15 ] [ 16 ] |
| 7 tháng 3      | Fearless                          | Taylor Swift       | [ 17 ] [ 18 ] |
| 14 tháng 3     | Fearless                          | Taylor Swift       | [ 19 ] [ 20 ] |
| 21 tháng 3     | No Line on the Horizon            | U2                 | [ 21 ] [ 22 ] |
| 28 tháng 3     | All I Ever Wanted                 | Kelly Clarkson     | [ 23 ]        |
| 4 tháng 4      | All I Ever Wanted                 | Kelly Clarkson     | [ 24 ]        |
| 11 tháng 4     | Now 30                            | Nhiều nghệ sĩ      | [ 25 ]        |
| 18 tháng 4     | Defying Gravity                   | Keith Urban        | [ 26 ]        |
| 25 tháng 4     | Unstoppable                       | Rascal Flatts      | [ 27 ] [ 28 ] |
| 2 tháng 5      | Hannah Montana: The Movie         | Nhạc phim          | [ 29 ] [ 30 ] |
| 9 tháng 5      | Deeper Than Rap                   | Rick Ross          | [ 31 ] [ 32 ] |
| 16 tháng 5     | Together Through Life             | Bob Dylan          | [ 33 ] [ 34 ] |
| 23 tháng 5     | Epiphany                          | Chrisette Michele  | [ 35 ] [ 36 ] |
| 30 tháng 5     | 21st Century Breakdown            | Green Day          | [ 37 ] [ 38 ] |
| 6 tháng 6      | Relapse                           | Eminem             | [ 39 ] [ 40 ] |
| 13 tháng 6     | Relapse                           | Eminem             | [ 41 ]        |
| 20 tháng 6     | Big Whiskey and the GrooGrux King | Dave Matthews Band | [ 42 ] [ 43 ] |
| 27 tháng 6     | The E.N.D.                        | Black Eyed Peas    | [ 44 ] [ 45 ] |
| 4 tháng 7      | Lines, Vines and Trying Times     | Jonas Brothers     | [ 46 ] [ 47 ] |
| 11 tháng 7     | The E.N.D.                        | Black Eyed Peas    | [ 48 ]        |
| 18 tháng 7     | Now 31                            | Nhiều nghệ sĩ      | [ 49 ] [ 50 ] |
| 25 tháng 7     | BLACKsummers'night                | Maxwell            | [ 51 ] [ 52 ] |
| 1 tháng 8      | Leave This Town                   | Daughtry           | [ 53 ] [ 54 ] |
| 8 tháng 8      | Here We Go Again                  | Demi Lovato        | [ 55 ] [ 56 ] |
| 15 tháng 8     | Loso's Way                        | Fabolous           | [ 57 ] [ 58 ] |
| 22 tháng 8     | Live on the Inside                | Sugarland          | [ 59 ] [ 60 ] |
| 29 tháng 8     | Twang                             | George Strait      | [ 61 ] [ 62 ] |
| 5 tháng 9      | Keep on Loving You                | Reba McEntire      | [ 63 ] [ 64 ] |
| 12 tháng 9     | Breakthrough                      | Colbie Caillat     | [ 65 ] [ 66 ] |
| 19 tháng 9     | I Look to You                     | Whitney Houston    | [ 67 ] [ 68 ] |
| 26 tháng 9     | The Blueprint 3                   | Jay-Z              | [ 69 ] [ 70 ] |
| 3 tháng 10     | The Blueprint 3                   | Jay-Z              | [ 71 ]        |
| 10 tháng 10    | Backspacer                        | Pearl Jam          | [ 72 ] [ 73 ] |
| 17 tháng 10    | Love Is the Answer                | Barbra Streisand   | [ 74 ] [ 75 ] |
| 24 tháng 10    | Crazy Love                        | Michael Bublé      | [ 76 ] [ 77 ] |
| 31 tháng 10    | Crazy Love                        | Michael Bublé      | [ 78 ] [ 79 ] |
| 7 tháng 11     | New Moon                          | Nhạc phim          | [ 80 ]        |
| 14 tháng 11    | This Is It                        | Michael Jackson    | [ 81 ]        |
| 21 tháng 11    | Play On                           | Carrie Underwood   | [ 82 ]        |
| 28 tháng 11    | The Circle                        | Bon Jovi           | [ 83 ]        |
| 5 tháng 12     | Battle Studies                    | John Mayer         | [ 84 ]        |
| 12 tháng 12    | I Dreamed a Dream                 | Susan Boyle        | [ 85 ]        |
| 19 tháng 12    | I Dreamed a Dream                 | Susan Boyle        | [ 86 ]        |
| 26 tháng 12    | I Dreamed a Dream                 | Susan Boyle        | [ 87 ]        |